# Prostratină
Prostratina este un activator de chinază proteică C ce se găsește în scoarța arborelui de mamala din Samoa, Homalanthus nutans (Euphorbiaceae).  Deși prostratina a fost izolat și identificat inițial ca un phorbol nou din speciile ce fac parte din genul Pimelea (Thymelaceae) în Australia, activitatea antivirală a prostratinei a fost descoperită în timpul cercetărilor asupra cunoștințelor tradiționale ale vracilor din Samoa în satul Falealupo, efectuate de către etnobotanistul Paul Alan Cox și o echipă a Institutului Național de Cancer din S.U.A. Vracii din Samoa folosesc arborele mamala pentru a trata hepatita. Cercetările au indicat că prostratina poate fi utilă în tratamentul HIV deoarece poate activa rezervele virale latente din celulele T CD4+ infectate .
Prostratina este un acetat (ester) de 12-dezoxiforbol.